# رویال رامبل (۲۰۱۴)
رویال رامبل ۲۰۱۴ (به انگلیسی: Royal Rumble) بیست و هفتمین رویال رامبل سالانه غیر رایگان (Pay-Per-View) در کشتی حرفه‌ای می‌باشد که توسط کمپانی دبلیو دبلیو ای تهیه می‌شود و این دوره‌اش هم در ۲۶ ژانویه ۲۰۱۴ در مجموعه ورزشی کانسِل اِنِرجی سنتر شهر پیتسبِرگ پنسیلوانیا برگزار شد. رویال رامبل اولین PPV دبلیودبلیوئی در سال ۲۰۱۴ و همچنین اولین PPV در شهر پیتسبِرگ بعد از (2009) Bragging Rights بود و اولین ویژه مسابقه در کانسِل اِنِرجی سنتر نیز بود.
نکته قابل توجه این رویداد، نارضایتی شدید تماشاگران از مسابقه سینا-اورتن و همچنین از مسابقه رامبل بود؛ مردم عدم رضایت خود را در شبکه‌های اجتماعی نشان دادند، کاری که حتی رسانه‌های خبری مثل Herald & Review هم انجام دادند. کشتی‌گیر حرفه‌ای بازنشسته، میک فولی هم نفرت خود از عملکرد برنامه‌ریزان این رویداد را در توییتر خود اعلام داشت. روز بعد از رویداد، سی‌ام پانک بخاطر مشکلاتی که با برنامه‌ریزی‌های منزجرکننده (اِستوری‌های نامناسب) دبلیودبلیوئی داشت، بااینکه هنوز قرارداد داشت از کمپانی خارج شد. پس از آن، او از تمام تبلیغات برنامه‌های آینده کمپانی حذف شد.

## زمینه‌سازی
رویال رامبل شامل مسابقاتی بین دشمنی‌های موجود، ماجراهای پیش آمده و استوری‌هایی خواهد بود که پیش از این در برنامه‌های راو یا اسمک داون پخش شده بود. کشتی‌گیرها با توجه به مسابقات یا سری اتفاقاتی که برایشان رخ می‌دهد و تنش را به حد اکثر می‌رساند، نقش منفی یا قهرمان به خود می‌گیرند.
طبق رسم هرساله در رویال رامبل، رقابت بَتِل رویال بین کشتی گیران برگزار می‌شود به این صورت که هر ۹۰ ثانیه یک نفر وارد رینگ می‌شود. برنده این مسابقه، فرصت رقابت بر سر کمربند دبلیودبلیوئی سنگین وزن جهان در رسلمانیا ۳۰ را پیدا خواهد کرد. یکی از مهم‌ترین نکات این مسابقه بازگشت باتیستا بود. بعلاوه، در راو ۲۰ ژانویه، کین اعلام کرد که سی ام پانک اولین نفری خواهد بود که وارد رامبل می‌شود.
دشمنی اصلی پیش روی رویال رامبل، بین جان سینا و رندی اورتن بر سر کمربند دبلیودبلیوئی سنگین وزن جهان اورتن می‌باشد. مدیر اجرایی دبلیودبلیوئی، تریپل اچ به منظور مشخص کردن «قهرمان قهرمانان» و «چهره دبلیودبلیوئی» از قهرمان دبلیودبلیوئی اورتن و قهرمان سنگین وزن جهان سینا خواست تا برای یکی کردن دو عنوان در پِی‌پِرویو تی‌ال‌سی در ماه دسامبر با هم مسابقه دهند، اورتن بر سینا غلبه کرد تا چهارمین بار خودش وآخرین قهرمان کمربند سنگین وزن جهان شود، چرا که این کمربند با کمربند دبلیودبلیوئی یکی شد و دیگر به تنهایی وجود نخواهد داشت؛ بنابراین اورتن اولین قهرمان دبلیودبلیوئی سنگین وزن جهان در تاریخ این کمپانی شد. در قسمت ۳۰ دسامبر ۲۰۱۳ راو، استفنی مک‌ماهون اعلام کرد که مسابقه تک به تک مجددی بین رندی اورتن و جان سینا برای قهرمانی کمربند دبلیودبلیوئی سنگین وزن جهان برگزار خواهد شد و هیچ دخالت خارجی یا قرارداد جدیدی در مورد نوع مسابقه وجود نخواهد داشت؛ برنده فقط با پین کردن(به انگلیسی: Pinfall)(قلّاب کردن پا و شمارش داور تا سه) یا تسلیم کردن حریف(به انگلیسی: Submit) تعیین می‌شود. در راو ۱۳ ژانویه، رندی اورتن بعد از باختن مقابل کوفی کینگستون در یک مسابقه بدون عنوان، عصبانیت خود را با حمله به پدر جان سینا که در در قسمت تماشاگران نظاره گر برنامه بود خالی کرد. سینا وارد صحنه شد تا جواب اورتن را بدهد ولی پدرش برای دومین بار در هفت سال گذشته بخاطر حمله اورتن باید بستری می‌شد. در راو ۲۰ ژانویه، اورتن در مسابقه مجددی که مقابل کینگستون داشت، بخاطر اینکه جان سینا ناگهان وارد میدان شد و به طرف او یورش بُرد، با تسلیم(به انگلیسی: Disqualification) برنده مسابقه اعلام شد. بعد از آن جان سینا به تنبیه او ادامه داد تا جایی که اورتن با سراسیمگی بین جمعیت تماشاگران رفت و از ورزشگاه هم خارج شد و با عجله سوار یک اتومبیل شد و دست سینا از او کوتاه شد.
در راو ۳۰ دسامبر ۲۰۱۳، براک لزنر به همراه نماینده خودش پُل هیمن بازگشت تا قصد خودش برای به مبارزه طلبیدن برنده مسابقه سینا و اورتن را اعلام کند. سپس، لزنر گفت هرکس مشکلی دارد بیاید و جلویش را بگیرد که مارک هنری ناگهان وارد شد و این دو با هم درگیر شدند تا اینکه لزنر، هنری را به دیواره امنیتی دور رینگ کوبید و بعد از آن هم یک اِف-۵(به انگلیسی: F-5) روی زمین به او زد. هفته بعد در راو سبکِ قدیم(به انگلیسی: Old School Raw) هنری مجدداً وارد شد تا با او به مبارز بپردازد که منجر به شکسته شدن آرنجش توسط لزنر با رمز قفل کیمورا (به انگلیسی: Kimura Lock) شد. بعد از آن ناگهان بیگ شو وارد شد و با لزنر درگیری فیزیکی کوتاهی داشت که نهایتاً بیگ شو لزنر را به گوشه رینگ پَرت کرد. در اسمک داون ۱۰ ژانویه، بیگ شو در بخش میز تی‌وی رسماً لزنر را به مبارزه در رویال رامبل طلبید که هیمن به نمایندگی از لزنر این پیشنهاد را پذیرفت. براک لزنر پیش از این هم بیگ شو را در رویال رامبل (۲۰۰۳) شکست داده بود تا بتواند وارد مسابقه رامبل اصلی همان روز شود که لزنر در آن هم پیروز شد. البته در آن زمان، پُل هیمن با لزنر دشمنی پیدا کرده و مدیربرنامه بیگ شو شده بود.
در وبسایت رسمی دبلیودبلیوئی یعنی WWE.com اعلام شد که گُلداست و کودی رودز در مسابقه آغازین رویال رامبل مقابل دِ نو اِیج اَوت‌لاز(بیلی گان و دِ رُود داگ) از کمربند تگ تیم خود دفاع خواهند کرد. گان و داگ در یک مسابقه بدون عنوان مقابل برادران رودز در اسمک داون ۱۷ ژانویه، بخاطر دخالت ویکی گررو به پیروزی رسیدند.
در راو ۲۰ ژانویه اعلام شد که دنیل براین در رویال رامبل مقابل بری وایت قرار می‌گیرد. دشمنی بر این و خانواده وایت از اکتبر ۲۰۱۳ آغاز شد. در راو ۳۰ دسامبر ۲۰۱۳، بر این که ظاهراً تسلیم شده بود اعلام کرد که به خانواده وایت می‌پیوندد. در راو ۱۳ ژانویه ۲۰۱۴، (بعد از اینکه بر این و بری وایت مقابل دِ اوسوس در مسابقه قفس پولادین(به انگلیسی: Steel Cage Match) شکست خوردند)، بر این به وایت حمله کرد و در نهایت هم در پاسخ به کلّ تماشاگران حاضر در ورزشگاه که یکصدا فریاد "!YES! YES! YES" سر می‌دادند، ضربه فینیشِر یا تمام‌کننده خودش یعنی ضربه زانو را به او زد. در راو هفته بعد، بر این توضیح داد که پیوستنش به خانواده وایت یک نقشه بود تا به درون خانواده نفوذ کرده و فرصت مناسب برای انتقام را پیدا کند و همچنین اعلام کرد که در رویال رامبل طی مسابقه‌ای مقابل بری وایت قرار می‌گیرد.

## بازخورد
نارضایتی تماشاگران حاضر در ورزشگاه پیتزبِرگ از رویال رامبل به قدری بود که به عنوان یکی از مهم‌ترین خبرهای این PPV منتشر شد و دو ساعت آخر برنامه ناامیدکننده توصیف شد. طی مسابقه جان سینا و رندی اورتن، تماشاگران فریاد می‌زدند "این افتضاحه!" یا دنیل بر این را تشویق می‌کردند. تماشاگران به تشویق بر این در مسابقه رویال رامبل سی نفره هم ادامه دادند تا جاییکه وقتی ری میستریو (که اغلب شخصی محبوب بین تماشاگران است) به عنوان سی‌اُمین نفر وارد شد و احتمال وارد شدن بر این از بین رفت، تماشاگران باز هم بر این را تشویق کرده و میستریو را هو کردند و وقتی که او از رینگ بیرون انداخته شد به شادمانی پرداختند. وقتی سه نفر در رینگ باقی ماندند هم تماشاگران به هو کردن ادامه دادند ولی وقتی که فقط رومن رِینز و باتیستا باقی ماندند آن‌ها به تشویق رِینز پرداختند (که طی سال گذشته شخصیتی منفی بوده‌است) و باتیستا را هم بعد از پیروزی‌اش هو کردند. بعد از اینکه برنامه از پخش زنده خارج شد باتسیتا حرکت دنیل بر این را به تمسخر گرفت و به تماشاگران هم با انجام حرکاتی بی‌احترامی‌کرد.
اِرون آستِر از روزنامه The Baltimore Sun نوشت میستریو «بیشتر از تمام عمر کاری‌اش را در این PPV هو شد»، و در مورد باتیستا هم «از آنجایی که قرار بود چهره مثبت باشد اما هو شد، تا جایی که به یاد دارم از همه برندگان رویال رامبل بیشتر هو شد؛ حتی از وینس مک‌ماهون که رویال رامبل سال ۹۹ را بُرد.»
طرفداران سراغ شبکه‌های اجتماعی رفتند تا از این طریق نارضایتی خود را از رویال رامبل ۲۰۱۴ اعلام کنند. به گزارش BBC بخاطر کنار گذاشته شدن بر این از مسابقه رویال رامبل، «بسیاری از مردم در شبکه‌های اجتماعی مانند توییتر با عباراتی همچون #RoyalRumble, #WWE and Daniel Bryan عصبانیت خود را نشان دادند». The Herald & Review واکنش بینندگان به این مسابقات را "کابوس روابط عمومی دبلیودبلیوئی" و صفحه فیسبوک دبلیودبلیوئی را پُر از نظراتی همچون "بدترین پی-پی-وی دبلیودبلیوئی" و "اشتباه دبلیودبلیوئی" توصیف کرد و در اشاره به WWE Network نوشت "no Bryan, no buy". میک فولی به انتقاد از مدیریت شبکه‌های اجتماعی توسط دبلیودبلیوئی پرداخت و گفت: «هرگز اینقدر از یک پی‌پِرویو زده نشده بودم». بر این هم در پاسخ به هوادارانش، در توییتر خود نوشت: «آنها می‌خواهند ما را از نقطه اوج دور نگه دارند ولی برای همیشه که واکنش‌ها را نمی‌توانند رد کنند. همچنان نظر خودتان را اعلام کنید.»
دِیل پلامِر و نیک تایل‌واک از وبسایت Canadian Online Explorer به کل برنامه نمره ۶٫۰ از ۱۰ دادند. مسابقه وایت-براین نمره «خارق‌العاده» ۹٫۵ از ۱۰ گرفت، رقابت سینا-اورتن مسابقه‌ای «درهم و برهم» توصیف شد که «برای هیچکدام از دو ورزشکار عملکرد عالی نبود» و نمره ۴٫۰ از ۱۰ گرفت، ضمن اینکه مسابقه لزنر-بیگ شو نمره ۱٫۰ از ۱۰ گرفت. آن‌ها این مسابقات را «ناجور» توصیف کرده و گفتند «نارضایتی تماشاگران حاضر در کانسِل اِنِرجی سِنتِر و همه کسانی که این PPV را تماشا کردند بعد از پایان مسابقه رویال رامبل تا مدت‌ها در ذهن همه طرفداران خواهد ماند».
جیمز کادوِل از Professional Wrestling Torch Newsletter به مسابقه رویال رامبل نمره ۲٫۵ از ۵ داد و گفت: «خب، این مسابقه اثر عکس پیدا کرد». او نوشت «رامبل تا سه چهارم خوب پیش رفت اما به یکباره در پایان از مسیر خارج شد»، و برنده رامبل یعنی باتیستا را «ناآماده» خواند. کادوِل همچنین به مسابقه بری وایت و دنیل براین نمره ۴٫۰ از ۵ داد و آن را «بهترین مسابقه تلویزیونی دبلیودبلیوئی برای برِی» و «عملکرد زیبای دو ورزشکار در مقابل تماشاگران پرشور» توصیف کرد. کادوِل به مسابقه لزنر و شو نمره‌ای نداد با این توضیح که بیگ شو زود مصدوم شد و مسابقه کوتاهتر از آن بود که نمره‌ای دریافت کند. او به مسابقه سینا-اورتن هم نمره ۲٫۰ از ۵ داد.
بنجامین تاکِر که او هم نویسنده Professional Wrestling Torch Newsletter است و در ورزشگاه حضور داشت به کل مسابقات نمره ۶٫۰ از ۱۰ داد و گفت: «برنامه زیبا آغاز شد ولی به مرور جریان درست خود خارج شد». تاکِر دربارهٔ مسابقه رامبل گفت: «دو-سوم ابتدایی این مسابقه خوب بود مخصوصاً با وارد شدن افراد به رینگ»، «تا اینکه در نیم ساعت آخر مسابقه، یک سری از کشتی‌گیران با کیفیت پایینتر وارد رینگ می‌شدند». تاکِر گفت: «بنظرم رومن رینز ستاره میدان بود و حتی باتیستا رو هم به حاشیه برده بود در حالیکه باتیستا… چطور بگم… یک کشتی‌گیر پیر بازنشسته به نظر میومد. رومن رینز واقعاً مثل یک غول بود.» در مورد مسابقه اول، تاکر گفت: «سرعت بالای بازی از ویژگی‌های رفتاری ورزشکاران نکاست؛ بلکه بری وایِت ویژگی‌های رفتاری خودش را در حین انجام یک بازی سریع حفظ کرد». تاکِر در مورد سایر مسابقات انجام شده نوشت: «لزنر واقعاً مانند یک حیوان سبع بود»، درحالیکه «سینا و اورتن با هم ضعیف‌ترین مسابقه عمرشان را به نمایش گذاشتند. هیچ داستانی برایشان وجود نداشت» و «شاهد هیچ خلاقیتی هم نبودیم».

## پسایند

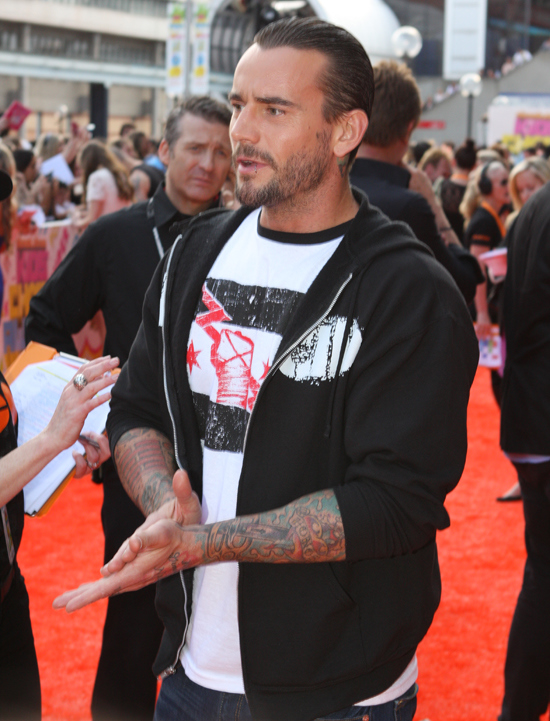
سی ام پانک در جوایز انتخاب کودکان نیکلودئون 2011 در استرالیا

در ابتدای شو راو شب بعد، استفنی مک‌ماهون و تریپل اچ و دنیل براین داشتند دربارهٔ کنار گذاشته شدن بر این از مسابقه رامبل شب پیش صحبت می‌کردند که دنیل بر این گفت رامبل گذشته و کاریش نمی‌توان کرد اما او باید در مسابقه الیمینیشن چمبر که در PPV الیمینیشن چمبر برگزار می‌شود و پیش از آن حضور سینا و شیمس در آن قطعی شده بود حضور داشته باشد. بعدتر در همان شب، جایی که باتیستا و اورتِن با هم در رینگ بحث می‌کردند تماشاگران بدون توجه به آن دو، به تشویق و صدا زدن نام دنیل بر این پرداختند تا اینکه پُل هیمن و براک لزنر وارد شدند و گرچه همیشه شخصیتی منفی در برنامه‌ها هستند، تماشاگران به تشویق آن‌ها پرداختند تا موضوع اصلی که در مورد اورتِن و باتیستا بود زودتر پایان یابد.
سی ام پانک در راو حضور نیافت و حتی اسمش هم در برنامه آورده نشد. علی‌رغم تبلیغات انجام شده در روز سه‌شنبه مبنی بر حضور وی در اسمک‌داون، پانک حتی در اسمک‌داون هم مقابل تماشاگران حضور نیافت. روز چهارشنبه WWE.Com هرگونه تبلیغات مبنی بر حضور پانک در ایوِنت‌های بعدی را لغو کرد. به گزارش Wrestling Observer، پانک بعد از اینکه به وینس مک‌ماهون اطلاع داد که دارد «به خانه بازمی‌گردد» به صورت واقعی از دبلیودبلیوئی خارج شد.

## نتایج
| شماره                     | مسابقه                                                               | نوع مسابقه | مدت زمان |
| ------------------------- | -------------------------------------------------------------------- | --- | -------- |
| مسابقه آغازین رویال رامبل | دِ نو اِیج اَوت‌لاز(بیلی گان و دِ رُود داگ) پیروز مقابل کودی رودز و گُلداست | مسابقه تگ تیم برای کمربند قهرمانی تگ تیم                                                                                            | ۷:۲۶     |
| ۱                         | بری وایت پیروز مقابل دنیل براین                                      | مسابقه تک نفره | ۲۲:۱۱    |
| ۲                         | براک لزنر (با همراهی پُل هیمن) پیروز مقابل بیگ شو                     | مسابقه تک نفره | ۱:۵۴     |
| ۳                         | رندی اورتن (قهرمان کنونی) پیروز مقابل جان سینا                       | مسابقه تک نفره برای قهرمانی کمربند دبلیودبلیوئی سنگین وزن جهان برنده فقط از طریق پین‌فال (شمارش تا سه) یا سابمیشن (تسلیم) مشخص می‌شود | ۲۰:۵۴    |
| ۴                         | باتیستا با بیرون انداختن رومن رینز از رینگ پیروز شد                  | مسابقه ۳۰ نفره رویال رامبل برای بدست آوردن مسابقه قهرمانی کمربند دبلیودبلیوئی سنگین وزن جهان در رسلمانیا XXX                        | ۵۵:۱۰    |

## ترتیب واردشوندگان و شکست خوردگان در مسابقه رویال رامبل
| قرعه | واردشونده     | ترتیب | شکست دهنده                    | مدت حضور | تعداد شکست خوردگان توسط او |
| ---- | ------------- | ----- | ----------------------------- | -------- | -------------------------- |
| 1    | سی ام پانک    | ۲۷    | کِین*                          | ۴۹:۱۱    | ۳                          |
| 2    | سث رالینز     | ۲۵    | رِینز                          | ۴۸:۳۱    | ۳                          |
| 3    | دیمین سنداو   | ۱     | پانک                          | ۰۲:۰۸    | ۰                          |
| 4    | کودی رودز     | ۱۱    | گُلداست                        | ۲۰:۵۰    | ۱                          |
| 5    | کین           | ۲     | پانک                          | ۰۰:۵۶    | ۱*                         |
| 6    | الکساندر روسف | ۳     | کینگستون، پانک، رودز و رالینز | ۰۶:۴۲    | ۰                          |
| 7    | جک سوئگر      | ۶     | نَش                            | ۱۲:۰۷    | ۰                          |
| 8    | کوفی کینگستون | ۷     | رِینز                          | ۱۲:۳۲    | ۱                          |
| 9    | جیمی اوسو     | ۵     | امبروز                        | ۰۷:۴۶    | ۰                          |
| 10   | گلداست        | ۱۲    | رِینز                          | ۱۱:۵۰    | ۱                          |
| 11   | دین امبروز    | ۲۶    | رِینز                          | ۳۳:۴۶    | ۳                          |
| 12   | دولف زیگلر    | ۸     | رِینز                          | ۰۵:۵۹    | ۰                          |
| 13   | آر-تروث       | ۴     | امبروز                        | ۰۰:۲۸    | ۰                          |
| 14   | کوین نش       | ۹     | رِینز                          | ۰۲:۲۹    | ۱                          |
| 15   | رومن رینز     | ۲۹    | باتیستا                       | ۳۳:۴۱    | ۱۲                         |
| 16   | گریت کالی     | ۱۰    | رِینز، امبروز و رالینز         | ۰۰:۲۴    | ۰                          |
| 17   | شیمس          | ۲۸    | رِینز                          | ۲۸:۱۱    | ۱                          |
| 18   | د میز         | ۱۶    | هارپِر                         | ۱۲:۰۱    | ۰                          |
| 19   | فاندانگو      | ۱۳    | تُریتو                         | ۰۲:۴۵    | ۰                          |
| 20   | ال‌توریتو      | ۱۴    | رِینز                          | ۰۱:۲۶    | ۱                          |
| 21   | آنتونیو سزارو | ۲۴    | رِینز                          | ۱۶:۵۷    | ۰                          |
| 22   | لوک هارپر     | ۲۳    | رِینز                          | ۱۵:۰۲    | ۲                          |
| 23   | جی اوسو       | ۱۷    | هارپِر                         | ۰۴:۲۱    | ۰                          |
| 24   | جی‌بی‌ال        | ۱۵    | رِینز                          | ۰۰:۲۱    | ۰                          |
| 25   | اریک رووان    | ۱۸    | باتیستا                       | ۰۴:۴۷    | ۰                          |
| 26   | رایبک         | ۱۹    | باتیستا                       | ۰۳:۴۹    | ۰                          |
| 27   | آلبرتو دل ریو | ۲۰    | باتیستا                       | ۰۲:۴۷    | ۰                          |
| 28   | باتیستا       | -     | برنده                         | ۱۲:۵۲    | ۴                          |
| 29   | بیگ ای لنگستن | ۲۱    | شِیمِس                          | ۰۲:۴۱    | ۰                          |
| 30   | ری میستریو    | ۲۲    | رالینز                        | ۰۲:۰۰    | ۰                          |

(*) - کین که دوباره بازگشت و پانک را از رینگ بیرون انداخت، خودش قبل از آن توسط پانک بیرون انداخته شده بود.